# 和泉鳥取駅
和泉鳥取駅（いずみとっとりえき）は、大阪府阪南市和泉鳥取にある、西日本旅客鉄道（JR西日本）阪和線の駅である。駅番号はJR-R49。

## 歴史
建設費全額分の利用債を地元が引き受けて建設された。
- 1963年（昭和38年）4月1日：日本国有鉄道阪和線の和泉砂川駅 - 山中渓駅間に新設開業[2]。
- 1987年（昭和62年）4月1日：国鉄分割民営化により、西日本旅客鉄道（JR西日本）の駅となる[2][3]。
- 1992年（平成4年）11月1日：みどりの窓口営業開始。
- 1993年（平成5年）7月1日：阪和線運行管理システム（初代）導入。
- 1998年（平成10年）6月25日：自動改札機を設置し、供用開始[4]。
- 2003年（平成15年）11月1日：ICカード「ICOCA」の利用が可能となる[5]。
- 2013年（平成25年）9月28日：阪和線運行管理システムを2代目のものに更新。
- 2017年（平成29年）3月25日：東口が開設され、使用を開始。
- 2018年（平成30年）3月17日：駅ナンバリングが導入され、使用を開始。
- 2021年（令和3年）3月12日：この日をもってみどりの窓口の営業を終了[6]。

## 駅構造
相対式ホーム2面2線を持つ盛土上の地上駅で、分岐器や絶対信号機がない停留所に分類される。有効長は6両編成分。駅ホーム全体がカーブ上にあるため、電車到着前には、足元注意を促す車掌の放送が行われる。
駅舎（改札口）は両側にあり、改札内での行き来はできない。東口は下り線（和歌山方面のりば）専用であり、上りホーム（天王寺方面のりば）へ行くことはできない。また、駅舎自体もホームより下層にあるため、どちらかのホームへ行く際にはエレベーターか階段を利用しなければならない。
和泉砂川駅が管理し、JR西日本交通サービスが駅業務を受託する業務委託駅。西口（天王寺方面のりば）は有人であるが、東口（和歌山方面のりば）は無人である。ICカード「ICOCA」を利用することができる（相互利用可能ICカードはICOCAの項を参照）。

### のりば
| のりば | 路線   | 方向 | 行先                             |
| ------ | ------ | ---- | -------------------------------- |
| 1      | 阪和線 | 下り | 紀伊・和歌山方面                 |
| 2      | 阪和線 | 上り | 関西空港・日根野・鳳・天王寺方面 |

## 利用状況
2023年（令和5年）度の一日平均乗車人員は1,610人である。
各年度の1日の平均乗車人員は以下の通りである。
| 年度               | 1日平均 乗車人員 | 出典          |
| ------------------ | ---------------- | ------------- |
| 1988年（昭和63年） | 2,472            | [ 大阪府 1 ]  |
| 1989年（平成元年） | 2,542            | [ 大阪府 1 ]  |
| 1990年（平成02年） | 2,659            | [ 大阪府 2 ]  |
| 1991年（平成03年） | 2,657            | [ 大阪府 3 ]  |
| 1992年（平成04年） | 2,690            | [ 大阪府 4 ]  |
| 1993年（平成05年） | 2,725            | [ 大阪府 5 ]  |
| 1994年（平成06年） | 2,715            | [ 大阪府 6 ]  |
| 1995年（平成07年） | 2,719            | [ 大阪府 7 ]  |
| 1996年（平成08年） | 2,748            | [ 大阪府 8 ]  |
| 1997年（平成09年） | 2,723            | [ 大阪府 9 ]  |
| 1998年（平成10年） | 2,788            | [ 大阪府 10 ] |
| 1999年（平成11年） | 2,775            | [ 大阪府 11 ] |
| 2000年（平成12年） | 2,753            | [ 大阪府 12 ] |
| 2001年（平成13年） | 2,660            | [ 大阪府 13 ] |
| 2002年（平成14年） | 2,574            | [ 大阪府 14 ] |
| 2003年（平成15年） | 2,483            | [ 大阪府 15 ] |
| 2004年（平成16年） | 2,409            | [ 大阪府 16 ] |
| 2005年（平成17年） | 2,368            | [ 大阪府 17 ] |
| 2006年（平成18年） | 2,388            | [ 大阪府 18 ] |
| 2007年（平成19年） | 2,325            | [ 大阪府 19 ] |
| 2008年（平成20年） | 2,287            | [ 大阪府 20 ] |
| 2009年（平成21年） | 2,255            | [ 大阪府 21 ] |
| 2010年（平成22年） | 2,258            | [ 大阪府 22 ] |
| 2011年（平成23年） | 2,282            | [ 大阪府 23 ] |
| 2012年（平成24年） | 2,290            | [ 大阪府 24 ] |
| 2013年（平成25年） | 2,334            | [ 大阪府 25 ] |
| 2014年（平成26年） | 2,263            | [ 大阪府 26 ] |
| 2015年（平成27年） | 2,286            | [ 大阪府 27 ] |
| 2016年（平成28年） | 2,263            | [ 大阪府 28 ] |
| 2017年（平成29年） | 2,232            | [ 大阪府 29 ] |
| 2018年（平成30年） | 2,209            | [ 大阪府 30 ] |
| 2019年（令和元年） | 2,156            | [ 大阪府 31 ] |
| 2020年（令和02年） | 1,736            | [ 大阪府 32 ] |
| 2021年（令和03年） | 1,729            | [ 大阪府 33 ] |
| 2022年（令和04年） | 1,724            | [ 大阪府 34 ] |
| 2023年（令和05年） | 1,610            | [ 大阪府 35 ] |

## 駅周辺
開業時は泉南郡東鳥取町大字山中で、鳥取は和泉国日根郡の郷名、さらには南海本線の鳥取ノ荘駅と同じく荘園名に由来する地域名である。山中は阪南市の前身となる阪南町が発足した際に、北部を和泉鳥取、南部を山中渓と、どちらも阪和線の駅名に因んだ大字に改称された。
- 玉田山公園
- 阪和自動車道・阪南インターチェンジ
- 大阪府立泉鳥取高等学校
- 阪南市立鳥取東中学校
- 駅前駐輪場（土曜・休日は無料）
- 日本郵便 阪南和泉鳥取郵便局

## バス路線
最寄り停留所は、和泉鳥取駅前（さつき号のみ）、和泉鳥取となる。以下の路線が乗り入れ、南海ウイングバスにより運行されている。
2010年（平成22年）6月に駅前広場が完成し、コミュニティバスの乗り入れが開始された。
和泉鳥取駅前
（駅前ロータリー内）
- 阪南市コミュニティバス（さつき号）
  - 山中渓・桜ヶ丘コース
  - 緑ヶ丘・さつき台コース

和泉鳥取
（大阪府道261号自然田鳥取線沿い、阪南IC西交差点付近、駅から西に約500m）
- 南海ウイングバス
  - 尾崎線
    - 701：尾崎駅前
    - 701C：中村西口
- 阪南市コミュニティバス（さつき号）
  - 緑ヶ丘・さつき台コース（和泉鳥取駅前停留所を経由しない便のみ）

## 隣の駅
西日本旅客鉄道（JR西日本）
 阪和線
■快速・■直通快速
通過
■紀州路快速（朝の下りの一部は通過）・■区間快速（平日のみ運転）・■普通
和泉砂川駅 (JR-R48) - 和泉鳥取駅 (JR-R49) - 山中渓駅 (JR-R50)

### 記事本文

### 利用状況
1. ↑  大阪府統計年鑑 - 大阪府

大阪府統計年鑑
1. 1 2  大阪府統計年鑑（平成2年） (PDF)
2. ↑  大阪府統計年鑑（平成3年） (PDF)
3. ↑  大阪府統計年鑑（平成4年） (PDF)
4. ↑  大阪府統計年鑑（平成5年） (PDF)
5. ↑  大阪府統計年鑑（平成6年） (PDF)
6. ↑  大阪府統計年鑑（平成7年） (PDF)
7. ↑  大阪府統計年鑑（平成8年） (PDF)
8. ↑  大阪府統計年鑑（平成9年） (PDF)
9. ↑  大阪府統計年鑑（平成10年） (PDF)
10. ↑  大阪府統計年鑑（平成11年） (PDF)
11. ↑  大阪府統計年鑑（平成12年） (PDF)
12. ↑  大阪府統計年鑑（平成13年） (PDF)
13. ↑  大阪府統計年鑑（平成14年） (PDF)
14. ↑  大阪府統計年鑑（平成15年） (PDF)
15. ↑  大阪府統計年鑑（平成16年） (PDF)
16. ↑  大阪府統計年鑑（平成17年） (PDF)
17. ↑  大阪府統計年鑑（平成18年） (PDF)
18. ↑  大阪府統計年鑑（平成19年） (PDF)
19. ↑  大阪府統計年鑑（平成20年） (PDF)
20. ↑  大阪府統計年鑑（平成21年） (PDF)
21. ↑  大阪府統計年鑑（平成22年） (PDF)
22. ↑  大阪府統計年鑑（平成23年） (PDF)
23. ↑  大阪府統計年鑑（平成24年） (PDF)
24. ↑  大阪府統計年鑑（平成25年） (PDF)
25. ↑  大阪府統計年鑑（平成26年） (PDF)
26. ↑  大阪府統計年鑑（平成27年） (PDF)
27. ↑  大阪府統計年鑑（平成28年） (PDF)
28. ↑  大阪府統計年鑑（平成29年） (PDF)
29. ↑  大阪府統計年鑑（平成30年） (PDF)
30. ↑  大阪府統計年鑑（令和元年） (PDF)
31. ↑  大阪府統計年鑑（令和2年） (PDF)
32. ↑  大阪府統計年鑑（令和3年） (PDF)
33. ↑  大阪府統計年鑑（令和4年） (PDF)
34. ↑  大阪府統計年鑑（令和5年） (PDF)
35. ↑  大阪府統計年鑑（令和6年） (PDF)